# قرار مجلس الأمن التابع للأمم المتحدة رقم 2046
قرار مجلس الأمن التابع للأمم المتحدة رقم 2046، المتخذ بالإجماع في 2 مايو 2012.

## روابط خارجية
- نص القرار في undocs.org